# Wskaźnik filtracji kłębuszkowej
Wskaźnik filtracji kłębuszkowej, współczynnik filtracji kłębuszkowej, wielkość filtracji kłębuszkowej, szybkość filtracji kłębuszkowej, GFR (z ang. glomerular filtration rate) – ilość osocza przefiltrowana w jednostce czasu przez kłębuszki nerkowe do tak zwanego moczu pierwotnego. Zwykle podawany jest w ml/min lub w ml/(min × 1,73 m²) (czyli po przeliczeniu na standardową powierzchnię ciała). Pozwala on na ocenę stopnia wydolności nerek.
Przesączanie kłębuszkowe zależy od wielu czynników, między innymi od napięcia zwieracza przedkłębuszkowego, zwieracza zakłębuszkowego (co w dużej mierze wpływa na frakcję przesączania), ciśnienia onkotycznego, ciśnienia tętniczego, a przede wszystkim od liczby czynnych nefronów i ściśle z tym związanego nerkowego przepływu krwi (RBF, z ang. renal blood flow).

## Zastosowanie
W praktyce klinicznej stosowany jest jako orientacyjny miernik ilości funkcjonujących nefronów i stanowi podstawowe kryterium kwalifikacji stadium – jednego z pięciu – przewlekłej niewydolności nerek (przewlekłej choroby nerek).
| Stadium | Nazwy opisowe                   | Nazwy opisowe                   | Charakterystyka                                     | GFR [ml/min/1,73 m²]        | Częstość w Stanach Zjednoczonych |
| ------- | ------------------------------- | ------------------------------- | --------------------------------------------------- | --------------------------- | -------------------------------- |
| I       | choroba nerek z prawidłowym GFR | choroba nerek z prawidłowym GFR | uszkodzenie nerek z prawidłowym lub zwiększonym GFR | ≥ 90                        | 3,32%                            |
| II      | wczesna PNN                     | utajona PNN                     | uszkodzenie nerek z niewielkim lub zmniejszonym GFR | 60–89                       | 3%                               |
| III     | umiarkowana PNN                 | wyrównana PNN                   | umiarkowane zmniejszenie GFR                        | 30–59                       | 4,32%                            |
| IV      | ciężka PNN                      | niewyrównana PNN                | duże zmniejszenie GFR                               | 15–29                       | 0,2%                             |
| V       | schyłkowa niewydolność nerek    | mocznica                        | drastyczne zmniejszenie GFR                         | < 15 lub leczenie dializami | 0,15%                            |

U człowieka prawidłowe są wartości wskaźnika filtracji kłębuszkowej od 110 do 150 ml/(min × 1,73 m²).
W niektórych sytuacjach przesączanie kłębuszkowe jest patologicznie zwiększone – na przykład we wczesnych stadiach cukrzycowej choroby nerek, gdy GFR osiąga 400 ml/(min × 1,73 m²), co jest stanem wysoce niepożądanym, powodującym szybką utratę funkcjonujących nefronów, wyraźnie przyspieszającym rozwój przewlekłej choroby nerek.

## Oznaczanie
Wskaźnik filtracji kłębuszkowej może być oznaczany metodą klasyczną na podstawie klirensu inuliny (obecnie rzadko stosowana metoda, zwykle w badaniach naukowych).
Z uwagi na konieczność szybkiej oceny czynności wydalniczej nerek stosuje się klirens kreatyniny, oznaczany metodą bezpośrednią (w praktyce dość uciążliwe), lub szacunkowy wskaźnik filtracji kłębuszkowej (eGFR, z ang. estimated glomerular filtration rate), oznaczany na podstawie łatwo dostępnych wielkości. W tym celu powszechnie stosuje się dwie formuły:
1. wzór MDRD, stworzony na podstawie wyników badań Hunsickera i współpracowników z 1997 roku[3]. W stosunku do wzoru Cockcrofta-Gaulta lepiej szacuje niskie wartości GFR.
2. wzór Cockcrofta-Gaulta[4]. W 1976 roku Donald William Cockcroft i Matthew Henry Gault zaproponowali wzór, który pozwala dość łatwo oszacować klirens kreatyniny endogennej[5]:

{\displaystyle C_{Cr}(ml/min)={\frac {(140-wiek)\times m.c.}{(72\times S_{Cr})}}\times W}
gdzie:
- CCr – klirens kreatyniny
- SCr – stężenie kreatyniny w surowicy [mg/dl]
- wiek – wiek pacjenta [lata]
- m.c. – masa ciała [kg]
- W – współczynnik płci: 0,85 dla kobiet lub 1 dla mężczyzn.